# Britney Spears Clairol Herbal Essences: Exclusive CD Sampler
Britney Spears Clairol Herbal Essences: Exclusive CD Sampler fue un álbum recopilatorio promocional lanzado en enero del 2000 para promover el patricinio entre Clairol Herbal Essences y Britney Spears. Clairol firmó un acuerdo para promocionar y promover la extensión de la gira del 2000 ...Baby One More Time Tour, el Crazy 2K Tour. 
El CD presenta la canción Deep in My Heart que estaba previamente no disponible en los Estados Unidos. Los tracks que acompañan el CD fueron de artistas que también firmaron con Jive Records.

## Lista de canciones
1. Britney Spears - «Deep In My Heart» (3:34)
2. Aaron Carter - «Jump Jump» (2:38)
3. Bowling For Soup - «Scope» (3:32)
4. Don Philip - «I Don't Like You Anymore» (3:10)
5. Steps - «Stay With Me» (4:04)
6. "Interview Snippets" (3:08)